# Теорема Радона — Никодима
Теоре́ма Радо́на — Нико́дима в функциональном анализе и смежных дисциплинах описывает общий вид меры, абсолютно непрерывной относительно другой меры.
Названа в честь Отто Никодима и Иоганна Радона.

## Формулировка
Пусть {\displaystyle (X,\;{\mathcal {F}},\;\mu )} — пространство с мерой.
Предположим, что {\displaystyle \mu } — {\displaystyle \sigma }-конечна.
Если мера {\displaystyle \nu \colon {\mathcal {F}}\to \mathbb {R} } абсолютно непрерывна относительно {\displaystyle \mu } {\displaystyle (\nu \ll \mu )}, то существует измеримая функция {\displaystyle f\colon X\to \mathbb {R} }, такая что
{\displaystyle \nu (A)=\int \limits _{A}\!f(x)\,\mu (dx),\quad \forall A\in {\mathcal {F}},}
где интеграл понимается в смысле Лебега.
Другими словами, если вещественнозначная функция {\displaystyle A\mapsto \nu (A)} обладает свойствами:
1. {\displaystyle \nu } определена на борелевской алгебре {\displaystyle S_{\mu }}.
2. {\displaystyle \nu } аддитивна; то есть, для любого разложения {\displaystyle A=\bigcup _{n}A_{n}} множества {\displaystyle A\in S_{\mu }} на попарно непересекающиеся множества {\displaystyle A_{n}\in S_{\mu }} выполняется равенство 
{\displaystyle \nu (A)=\sum _{n}\nu (A_{n})}
3. {\displaystyle \nu } абсолютно непрерывна; то есть, из {\displaystyle \mu (A)=0} вытекает {\displaystyle \nu (A)=0}.

то она представима в виде
{\displaystyle \nu (A)=\int _{A}f(x)d\mu ,}
где интеграл понимается в смысле Лебега.

## Связанные понятия
- Функция {\displaystyle f}, существование которой гарантируется теоремой Радона — Никодима, называется производной Радона — Никодима меры {\displaystyle \nu } относительно меры {\displaystyle \mu }. Пишут:
{\displaystyle f={\frac {d\nu }{d\mu }}.}
  - Если {\displaystyle (X,\;{\mathcal {F}})=\left(\mathbb {R} ^{k},\;{\mathcal {B}}(\mathbb {R} ^{k})\right)} — {\displaystyle k}-мерное векторное пространство с борелевской σ-алгеброй, {\displaystyle \nu =\mathbb {P} ^{X}} — распределение некоторой случайной величины {\displaystyle X}, а {\displaystyle \mu =m} — мера Лебега на {\displaystyle \mathbb {R} ^{k}}, то производная Радона — Никодима меры {\displaystyle \mathbb {P} ^{X}} относительно меры {\displaystyle m} называется плотностью распределения случайной величины {\displaystyle X}.

## Свойства
- Пусть {\displaystyle \lambda ,\;\mu ,\;\nu } — {\displaystyle \sigma }-конечные меры, определённые на одном и том же измеримом пространстве {\displaystyle (X,\;{\mathcal {F}})}. Тогда если {\displaystyle \mu \ll \lambda } и {\displaystyle \nu \ll \lambda }, то

{\displaystyle {\frac {d(\mu +\nu )}{d\lambda }}={\frac {d\mu }{d\lambda }}+{\frac {d\nu }{d\lambda }}.}
- Пусть {\displaystyle \nu \ll \mu \ll \lambda }. Тогда

{\displaystyle {\frac {d\nu }{d\lambda }}={\frac {d\nu }{d\mu }}{\frac {d\mu }{d\lambda }}} выполнено {\displaystyle \lambda }-почти всюду.
- Пусть {\displaystyle \mu \ll \lambda } и {\displaystyle g\colon X\to \mathbb {R} } — измеримая функция, интегрируемая относительно меры {\displaystyle \mu }, то

{\displaystyle \int \limits _{X}\!g(x)\,\mu (dx)=\int \limits _{X}\!g(x)\,{\frac {d\mu }{d\lambda }}(x)\,\lambda (dx).}
- Пусть {\displaystyle \mu \ll \nu } и {\displaystyle \nu \ll \mu }. Тогда

{\displaystyle {\frac {d\mu }{d\nu }}=\left({\frac {d\nu }{d\mu }}\right)^{-1}.}
- Пусть {\displaystyle \nu } — заряд. Тогда

{\displaystyle {d|\nu | \over d\mu }=\left|{d\nu  \over d\mu }\right|.}

## Применение
Теорема и соответствующая производная Радона — Никодима широко используется в стохастической финансовой математике в процедурах замены вероятностной меры для стохастических процессов динамики цен финансовых и других активов и процентных ставок. В частности, стандартным является переход от риск-нейтральной меры к физической (натуральной) вероятностной мере.

## Вариации и обобщения
Аналогичная теорема справедлива для зарядов, то есть знакопеременных мер.